# Gasthof zum Bären (Frickenhausen am Main)

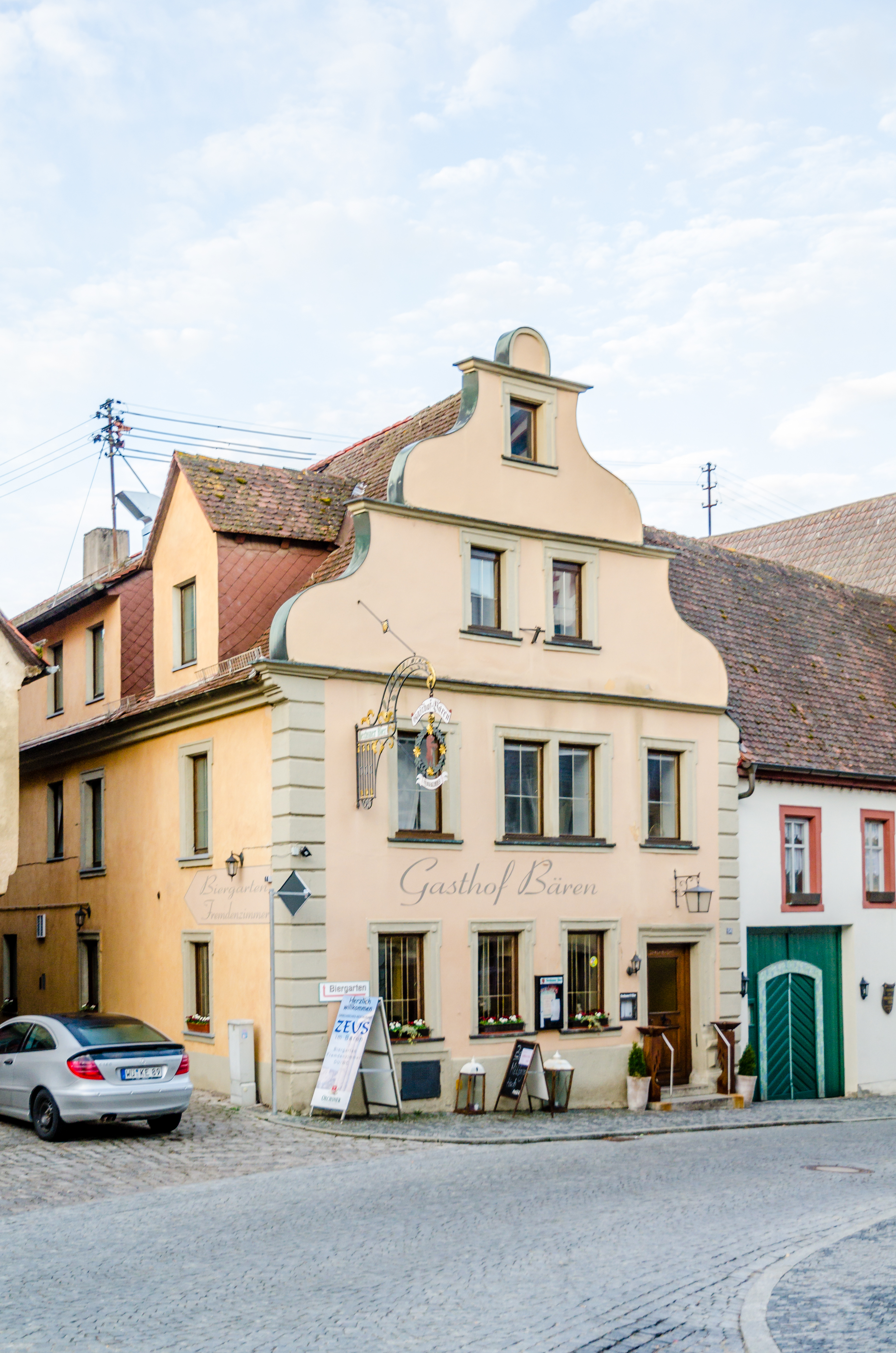
Gasthof zum Bären in Frickenhausen am Main

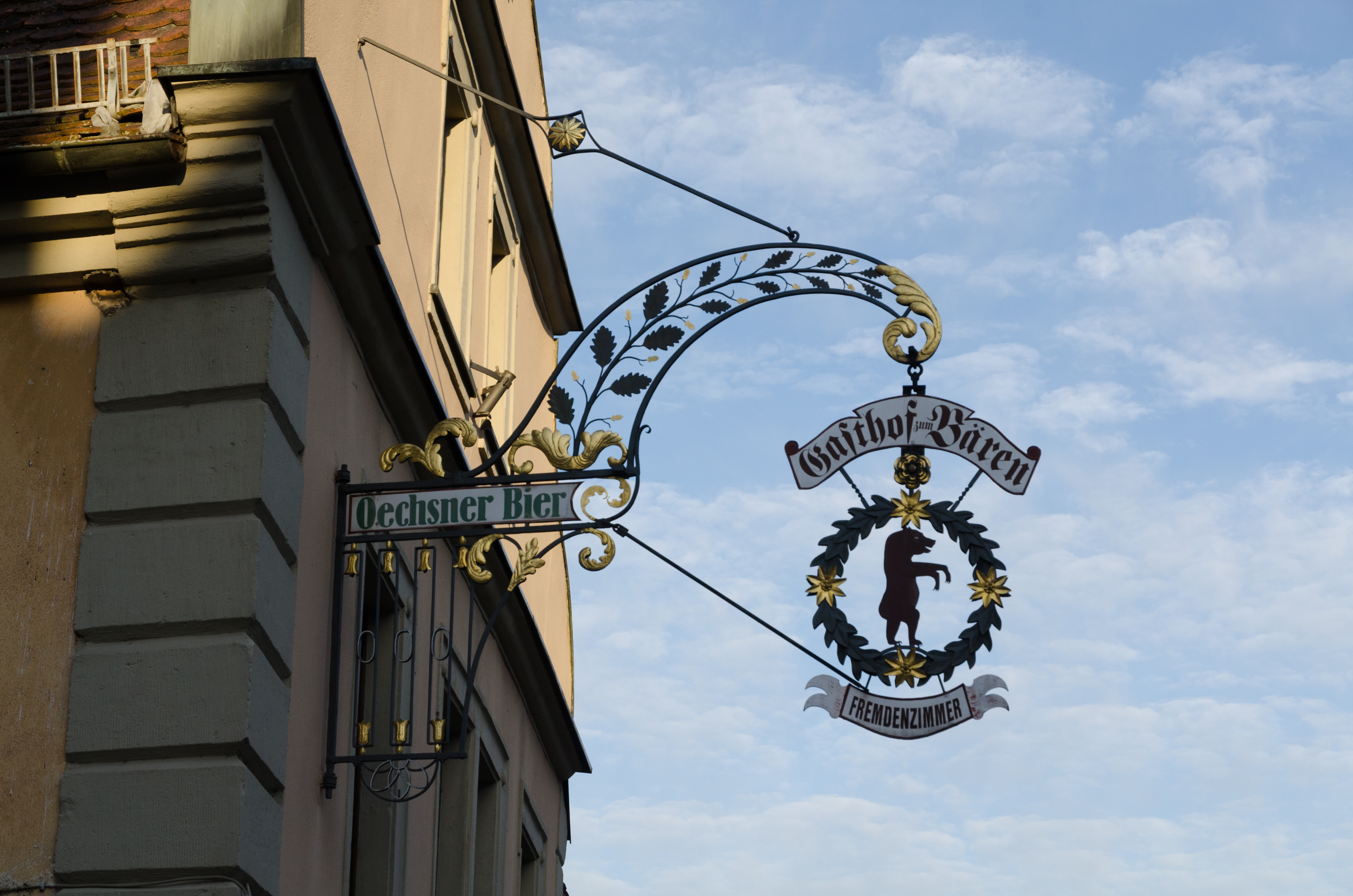
Ausleger aus Schmiedeeisen

Der Gasthof zum Bären in Frickenhausen am Main, einer Marktgemeinde im unterfränkischen Landkreis Würzburg in Bayern, wurde im 17. Jahrhundert errichtet. Der Gasthof an der Hauptstraße 42 ist ein geschütztes Baudenkmal.
Der zweigeschossige verputzte Satteldachbau mit Schweifgiebel hat geohrte Fensterrahmungen. 
Der schmiedeeiserne Wirtshausausleger mit der Inschrift Gasthof zum Bären und der Darstellung eines Bären stammt aus dem 19. Jahrhundert.